# バルバドーリ祭壇画
『バルバドーリ祭壇画』(バルバドーリさいだんが、伊: Pala Barbadori) は、1438年に制作されたフィリッポ・リッピによる絵画であり、パリのルーヴル美術館に所蔵されている。

## 歴史
1429年に子を持つことなく亡くなったゲラルド・ディ・バルトロメオ・バルバドーリは、サント・スピリト聖堂で聖フリディアヌスに捧げられた礼拝堂を創設するために、オルサンミケーレ教会の責任者たちに自分の遺産を残した。礼拝堂は教会の古い聖具室に建てられ、1433年にそこに祭壇画を置くことが決定された。作品は1437年頃にフィリッポ・リッピに委嘱され、1438年4月1日付けのピエロ・ディ・コジモ・デ・メディチからドメニコ・ヴェネツィアーノへの手紙には、祭壇画はまだ完成していないと書かれている。
絵画は、ナポレオン軍によって分解されてフランスに持ちさられる1810年までサント・スピリト聖堂に残っていた。 1815年の修復後、絵画は返還されなかった。

## 概要
板絵は、アーチと柱がある上部においてのみ、当時の伝統的な多翼祭壇画のパターンに倣っている。また、以前の作品とは異なり、リッピは聖母を立ち姿で描き、構図の中央に置いた。
自分の衣服を引き上げている左側の天使は、オルサンミケーレ教会の壁龕にある、ナンニ・ディ・バンコの群像彫刻である「クアトロ・コロナーティ」に触発されたものである。革新のもう1つの要素（同時にフラ・アンジェリコによって導入された）は、金地の背景が欠如していることであり、フランドル絵画の同時代の作品に触発された、丘陵の風景に通じる窓のある建築空間に置き換えられた。 15世紀のフィレンツェ絵画、特にリッピの典型的な要素である背景の貝殻の形をした壁龕は、ドナテッロによって設計されたオルサンミケーレ教会のメルカンツィエ法廷の壁龕に触発されている。
ひざまずく聖人は、右側が聖アウグスティヌス、左側が聖フリディアヌスである。左端には、手すりの後ろにいる若い僧侶としての、識別できるリッピの自画像がある 。

この作品は、もともとプレデッラ (裾絵) が付属していたが、プレデッラはナポレオンの退位後にフィレンツェに返還され、現在はウフィツィ美術館に所蔵されている。プレデッラには、聖フリディアヌスがセルキオ川の進路を変えることを描いた3枚の板絵が含まれている。それらは、『天使による聖母マリアへの死の告知』、『使徒たちの到着』と『聖アウグスティヌスによる聖霊の幻視』である。
バルバドーリ祭壇画のプレデッラ